# ماسیمو دوتی

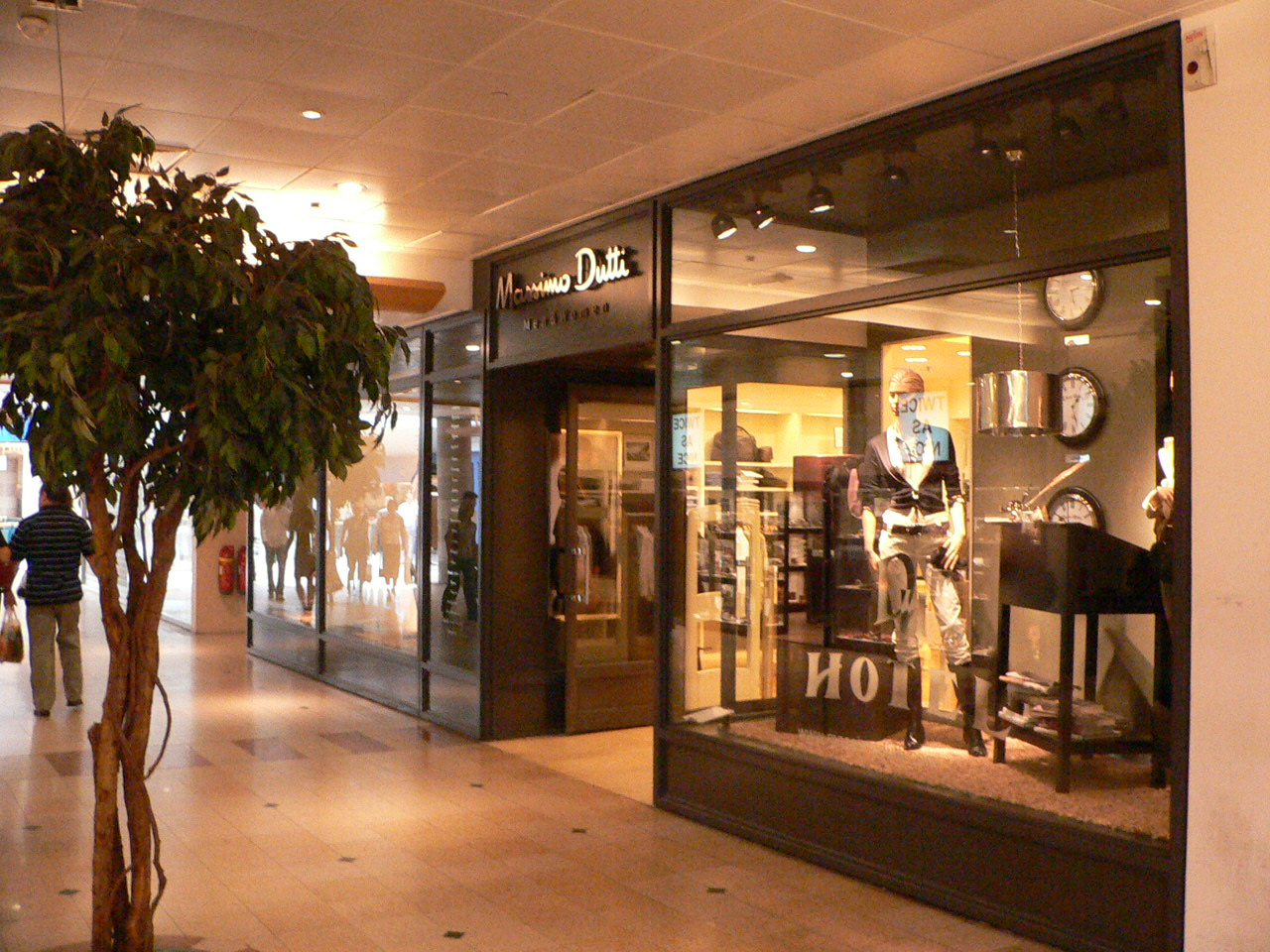
شعبه‌ای از ماسیمو دوتی در شهر بروکسل

ماسیمو دوتی (به اسپانیایی: Massimo Dutti) شرکت پوشاک اسپانیایی است، که در زمینه طراحی، تولید و عرضه انواع پوشاک مردانه و زنانه، همچنین تولید عطر فعالیت می‌کند.
این شرکت در سال ۱۹۸۵ توسط طراح اسپانیایی؛ آرماندو لاساوکا در بارسلون تأسیس شد و در سالهای نخست فعالیت خود، تنها بر تولید لباس مردانه، (به ویژه پیراهن) متمرکز بود. برند ماسیمو دوتی در سال ۱۹۹۱ توسط گروه ایندیتکس خریداری شد. شرکت ماسیمو دوتی امروزه مالک شبکه‌ای از ۷۸۱ شعبه بوتیک در ۷۵ کشور جهان می‌باشد. دفتر مرکزی این شرکت در شهر توردرا، اسپانیا قرار دارد.

## گستردگی شعب
تعداد شعب شرکت ماسیمو دوتی در جهان به شرح ذیل گزارش شده‌است:
| آفریقا - تونس: 1 | آمریکا - پاناما: 1 | آسیا - هند: 2 | اروپا - اسلوونی: 1 |